# Seznam nizozemskih astronavtov
Seznam nizozemskih astronavtov.

## K
- André Kuipers

## O
- Wubbo Ockels